# Der müde Tod
Der müde Tod ist ein Stummfilm aus dem Jahr 1921. Der Episodenfilm entstand unter der Regie von Fritz Lang.
Das „deutsche Volkslied in sechs Versen“, so der Untertitel, ist die romantisch-tragische Geschichte einer jungen Frau, die den Ehemann vom Tod zurückfordert.

## Handlung
Ein junges Paar kommt in das Gasthaus einer kleinen Stadt. Ein geheimnisvoller Fremder setzt sich an ihren Tisch. Man erfährt in Rückblenden, dass dieser ein Grundstück nah am Friedhof gekauft und mit einer hohen Mauer umgeben hat, die weder Fenster noch Türen besitzt. Als die Frau den Speiseraum verlässt und kurz darauf wieder zurückkommt, ist ihr Bräutigam verschwunden. Sie erfährt, dass er mit dem Fremden, der niemand anderes ist als der Tod, weggegangen sei, und versucht, seinen Spuren zu folgen. Als sie zu der Mauer gelangt, sieht sie geisterhafte Gestalten, die durch die Mauer hindurchgehen, darunter auch ihr Geliebter. Sie versucht  vergeblich, ihn festzuhalten und fällt daraufhin in Ohnmacht. Der Apotheker findet sie und nimmt sie mit zu sich. In einem aufgeschlagenen Buch liest sie dort den Spruch Salomos: "Liebe ist so stark wie der Tod". Sie findet eine Flasche mit einem Elixier und trinkt davon. Daraufhin wird sie wieder an die hohe Mauer versetzt und steigt nun über eine hohe Treppe hinauf an die Pforte des Todes.
Die Frau findet beim Tod Einlass: Er führt sie in eine dunkle Halle, in der die Lebenslichter der Menschen brennen, flackern und verlöschen, wenn ihre Stunde gekommen ist. Der Tod erklärt ihr, dass er eigentlich des Tötens überdrüssig ist – doch da er Gott Folge leisten muss, kann er nicht anders.
Trotzdem gibt er der Frau eine Möglichkeit, ihren Mann wiederzubekommen: Wenn sie eines von drei Leben retten kann, deren Lichter bereits flackern, soll sie ihren Bräutigam zurückerhalten. Diese drei Episoden sind orientalisch (Rache der Gläubigen), venezianisch (Mord auf dem Karneval) und chinesisch (kaiserlicher Tyrann). In allen drei Fällen versucht sie, ihren Geliebten zu retten, doch sie scheitert immer.
Als letzte Chance bietet der Tod an, ihren Mann zurück ins Leben zu holen, indem sie ihm innerhalb einer Stunde ein anderes Leben bringt. Die Frau versucht Alte, Elende und Kranke zu überreden, aber keiner will ihr sein noch so erbärmliches Leben schenken. Zuletzt steht das Spital der Stadt in Flammen – die Bewohner flüchten. Doch ein Baby wurde zurückgelassen. Die Frau will das Baby retten und rennt in das brennende Spital. Dort bietet ihr der Tod die letzte Chance, indem sie das Kind dem Tod überlässt. Doch sie entscheidet sich anders, rettet das Kind und opfert sich für das Baby. Dadurch wird sie im eigenen Flammentod mit dem Geliebten vereint.

## Kritik
„Fritz Langs Stummfilmwerk ist eine expressionistisch-romantische Darstellung von Schicksalsmotiven, die, obwohl stilistisch nicht einheitlich, vor allem durch die reiche Bildgestaltung wirkt. Als filmhistorisches Dokument sehenswert.“

„Fritz Langs 1921 gedrehte volksliedhafte, thematisch einfache Parabel von der Liebe, die stärker ist als der Tod, in außergewöhnlich ausdrucksstarken Bildern von großer Schönheit. Alle Filmfreunde sollten dieses Werk gesehen haben.“

## Bemerkungen
Die Bauten des Films stammen von Walter Röhrig (deutscher Teil), Hermann Warm (orientalischer und venezianischer Teil) und Robert Herlth (chinesischer Teil). Die orientalischen und chinesischen Kunstgegenstände wurden von Umlauffs Weltmuseum zur Verfügung gestellt. Die Bauten wurden auf dem Filmgelände in Babelsberg errichtet.
Der Film ist eine Adaption des deutschen Märchens Der Gevatter Tod, das bereits 1812 in den Kinder- und Hausmärchen der Brüder Grimm an Stelle 44 (KHM 44) zu finden ist; Ludwig Bechstein übernahm es in sein Deutsches Märchenbuch als Gevatter Tod (1845 Nr. 20, 1853 Nr. 12).
Lang rezipiert in diesem Film auch das traumatische Erlebnis des Ersten Weltkrieges, das den Tod „müde“ gemacht habe.
Monumental ist der Amtssitz des Todes dargestellt – sein Haus ist von einer etwa 15 m hohen Felsmauer umgeben. Nur wer vom Tod gerufen wird, findet Einlass.
Lang verwendete in der „chinesischen Episode“ einen für die damalige Zeit sehr aufwendigen Trick mit einem Riesenmodell der Stiefel des Zauberers, durch die eine Armee winziger Menschen aufmarschiert. Diese und andere Tricks, zum Beispiel der fliegende Teppich, waren Vorbild für den in Hollywood gedrehten Film Der Dieb von Bagdad (1924, Regie: Raoul Walsh).
Besonders eindrucksvoll ist die Szene, in der die Frau versucht, Arme und Gebrechliche zum Sterben zu überreden, um dafür das Leben ihres Geliebten vom Tod zurückzubekommen: Auch wenn sie alt sind und es ihnen schlecht geht, hängen die Menschen am Leben und wollen "Keine Stunde! Keine Minute! Keinen Atemzug!" davon hergeben.

## Überlieferung und Restaurierung
Von der deutschen Kinofassung aus dem Jahr 1921 ist keine Kinokopie erhalten, überliefert sind nur Umkopierungen ab den 1930er Jahren. Da diese auf Schwarz-Weiß-Filmmaterial vorgenommen wurden, ist über die Virage der Originalfassung nichts bekannt.
Eine digital restaurierte Fassung des Films, die von der Friedrich-Wilhelm-Murnau-Stiftung unter Leitung von Anke Wilkening angefertigt wurde, wurde am 12. Februar 2016 auf der Berlinale erstmals aufgeführt. Die Viragierung orientiert sich dabei an erhaltenen viragierten Kopien anderer Filme der Decla. Da auch die Musik der Uraufführung als verloren gilt, wurde im Auftrag von ZDF/arte von Cornelius Schwehr eine neue Filmmusik komponiert.
Eine weitere Orchestermusik schrieb Richard Siedhoff, welche am 4. September 2021 beim Kunstfest Weimar uraufgeführt wurde.